# Gergely Kiss
Gergely Kiss (Budapest, 21 settembre 1977) è un pallanuotista ungherese, vincitore di tre medaglie d'oro ai giochi olimpici di Sydney 2000, Atene 2004 e Pechino 2008. Nel 2015 è stato inserito nella International Swimming Hall Of Fame.
Nella sua lunga carriera ha militato in numerose squadre del proprio Paese, disputando anche tre campionati italiani con Posillipo Canottieri Napoli e Bologna,  due stagioni nel club montenegrino del Primorac e due stagioni nel campionato estivo di Malta. Ha disputato sette finali di Coppa dei Campioni, vincendone tre.

## Palmarès

### Club
- Coppa dei Campioni/Eurolega: 3

Posillipo: 1997-98
Honvéd: 2003-04
Primorac: 2008-09
- Coppa d'Ungheria: 2

Ferencváros: 1997
Honvéd: 2006
- Coppe LEN: 1

Újpest: 1999
- Campionato ungherese: 6

Honvéd: 2002, 2003, 2004, 2005, 2006
Vasas: 2012
- Supercoppa LEN: 2

Honvéd: 2004
Primorac: 2009
- Supercoppa d'Ungheria maschile: 1

Honvéd: 2005
- Coppa del Montenegro: 1

Primorac: 2009-10